# Spoorlijn Hugo - Oberhausen-Osterfeld Süd
De Spoorlijn Gelsenkirchen-Hugo - Oberhausen-Osterfeld Süd is een Duitse spoorlijn tussen Gelsenkirchen en Oberhausen en als spoorlijn DB 2246 onder beheer van DB Netze.

## Geschiedenis
De spoorlijn werd in 1879 geopend door Königlich-Westfälische Eisenbahn-Gesellschaft voor goederenvervoer. 5 jaar later werd de lijn alweer gesloten. In 1900 en 1901 werd de lijn weer geopend voor goederenvervoer en bleef tot 1968 volledig in gebruik tot het gedeelte tussen Matthias Stinnes en Bottrop werd opgeheven en opgebroken.

## Huidige toestand
Het oostelijke gedeelte tussen de aansluiting Hugo en Matthias Stinnes heeft thans een aansluiting op de private lijn van de VEBA en is nog steeds in gebruik voor goederen. Het westelijke gedeelte tussen Bottrop Gbf en Oberhausen-Osterfeld Süd is ook nog steeds in gebruik voor goederen.

## Aansluitingen
In de volgende plaatsen is of was er een aansluiting op de volgende spoorlijnen:
aansluiting Hugo
DB 2236, spoorlijn tussen Zutphen en Gelsenkirchen-Bismarck
Gelsenkirchen-Horst Nord
DB 17, spoorlijn tussen Essen-Karnap en Gelsenkirchen-Horst Nord
lijn tussen Essen-Altenessen Rheinisch - Gelsenkirchen-Horst Nord
Bottrop Güterbahnhof
DB 2242, spoorlijn tussen de aansluiting Gerschede en Bottrop Hbf
Oberhausen-Osterfeld Süd
DB 18, spoorlijn tussen Osterfeld en Sterkrade
DB 2206, spoorlijn tussen Wanne-Eickel en Duisburg-Ruhrort
DB 2250, spoorlijn tussen Oberhausen-Osterfeld en Hamm
DB 2253, spoorlijn tussen Essen en Oberhausen-Osterfeld
DB 2320, spoorlijn tussen Duisburg-Wedau en Oberhausen-Osterfeld